# Norrbotten (condado)
Nota linguística: Não confundir grevskap (território governado por um conde) com län (subdivisão administrativa da Suécia).
O Condado de Norrbotten (em sueco: Norrbottens län;  ouça a pronúncia),  raramente da Bótnia Setentrional ou da Norbótnia, é o maior condado da Suécia, ocupando quase ¼ da superfície total do país.

Tem uma área de 97 242 km2 - quase 25% da superfície total do país - e uma população de 248 225 habitantes (2024).                                                                                                               A sua sede administrativa (residensstad) está na cidade de Luleå.

Nesta região cheia de contrastes, com a maior montanha do país - Kebnekaise - e o lago mais profundo - Hornavan, enquanto as terras altas podem estar geladas, as praias do litoral do Mar Báltico podem estar cheias de banhistas.

Ao contrário do resto da Suécia, a identidade regional dos habitantes das províncias históricas da Lapónia, Norrbotten e Västerbotten não está focada nessas províncias mas sim nos condados atuais de Norrbotten e Västerbotten.

## História

### O condado atual e as províncias históricas
O condado de Norrbotten foi fundado em 1810, ao sair do condado de Västerbotten.
Abrange a província histórica de Norrbotten e a parte norte da província histórica da Lapónia.

O Condado de Norrbotten
Norrbotten
Lapónia

### Brasão
O seu brasão foi criado em 1949.
Está baseado nos brasões das províncias históricas de Västerbotten e da  Lapónia .

## Geografia
O Condado de Norrbotten é atravessado pelo Círculo Polar Ártico, havendo por isso dias no verão em que o sol nunca se põe durante 24 horas, e dias no inverno em que o sol nunca nasce. No Vale de Torne, junto ao rio Torne, é praticada uma agricultura muito produtiva de batatas e cevada, aproveitando ao máximo a presença do sol no curto verão. Existem 17 030 ilhas no interior e na orla costeira, das quais 97 são habitadas.

- Montanhas: Kebnekaise, Sarektjåkkå, Sulitelma
- Rios: Lule, Torne
- Lagos: Hornavan, Torne
- Baía: Baía de Bótnia

### Comunas
O condado de Norrbotten está dividido em 14 comunas (kommuner) a nível local:

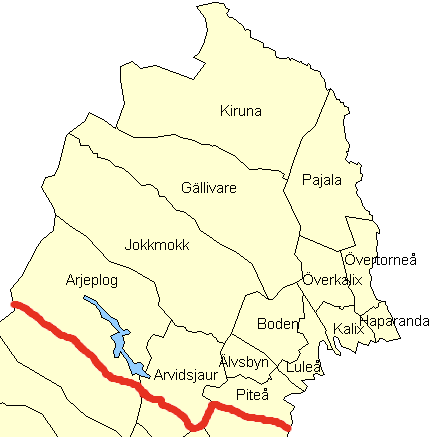

| Comuna     | População (31 de dezembro de 2006) |
| ---------- | ---------------------------------- |
| Arjeplog   | 3.151                              |
| Arvidsjaur | 6.791                              |
| Boden      | 28.002                             |
| Gällivare  | 18.959                             |
| Haparanda  | 10.214                             |
| Jokkmokk   | 5.491                              |
| Kalix      | 17.396                             |
| Kiruna     | 23.258                             |
| Luleå      | 73.313                             |
| Pajala     | 6.688                              |
| Piteå      | 40.943                             |
| Älvsbyn    | 8.653                              |
| Överkalix  | 3.859                              |
| Övertorneå | 5.168                              |

### Cidades principais
As primeiras cidades do condado - Luleå e Piteå - foram fundadas em 1621.

- Luleå : 45 036 habitantes
- Piteå : 22 152 habitantes
- Kiruna : 19 148 habitantes
- Boden : 19 091 habitantes
- Gällivare : 8 454 habitantes
- Kalix : 7 323 habitantes
- Malmberget : 6 555 habitantes
- Älvsbyn : 5 176 habitantes
- Gammelstad : 4 910 habitantes
- Haparanda : 4 767 habitantes.

### Educação

#### Ensino superior
- Universidade Técnica de Luleå (Luleå tekniska universitet ; Lund)

## Política e administração regional

### Órgão administrativo regional
Como subdivisão regional, o condado é chefiado por um governador (landshövding), nomeado pelo governo, e tem a missão de executar as tarefas administrativas do estado nesse mesmo condado, contando para tal com o ”Conselho Administrativo do Condado de Norrbotten” (Länsstyrelsen i Norrbottens län).

### O condado e a região
No mesmo território do Condado de Norrbotten (län), opera a Região Norrbotten (region). Enquanto que o condado é um órgão administrativo – cujo governador é nomeado pelo estado, a região é um órgão político – eleito pelos cidadãos, e responsável pela gestão local da saúde, transportes, cultura, etc…

### O condado na União Europeia
No âmbito da União Europeia, o Condado de Norrbotten é uma unidade estatística do tipo (Nuts 3).